# Tjeckoslovakien i olympiska vinterspelen 1948
Tjeckoslovakien deltog med 47 deltagare vid de olympiska vinterspelen 1948 i Sankt Moritz. Totalt vann de en silvermedalj.

## Medaljer

### Silver
- Vladimír Bouzek, Gustav Bubník, Jaroslav Drobný, Přemysl Hajný, Zdeněk Jarkovský, Vladimír Kobranov, Stanislav Konopásek, Bohumil Modrý, Miloslav Pokorný, Václav Roziňák, Miroslav Sláma, Karel Stibor, Vilibald Šťovík, Ladislav Troják, Josef Trousílek, Oldřich Zábrodský och Vladimír Zábrodský - Ishockey.